# رافی هووانیسیان (سیاستمدار)
رافی ک. ریچاردی هووانیسیان (ارمنی: Րաֆֆի Կ. Ռիչարդի Հովհաննիսյան؛ زادهٔ ۲۰ نوامبر ۱۹۵۹) سیاست‌مدار ارمنی زاده ایالات متحده آمریکا است.

## زندگی‌نامه
رافی هووانیسیان در روز ۲۰ نوامبر ۱۹۵۹ در فرزنو، کالیفرنیا به دنیا آمد.
وی فرزند ریچارد هووانسیان تاریخ‌دان و مورخ برجسته آمریکایی ارمنی‌تبار می‌باشد.
هووانیسیان در سال تحصیل ۱۹۷۸–۱۹۷۸ از دپارتمان علوم سیاسی دانشگاه کالیفرنیا، برکلی فارغ‌التحصیل شده است.

## مهاجرت به ارمنستان
در اکتبر ۱۹۸۸ در حمایت از جنبش قره‌باغ مقاله‌ای در روزنامه لس‌آنجلس تایمز نگاشت. زمانی زمین‌لرزه بخش شمال غربی را به لرزه درآورد وی در ارمنستان شوروی بود

## وزیر امور خارجه
وی در زمان ریاست جمهوری لوون تر-پتروسیان پست وزارت خارجه ارمنستان را بر عهده داشت.

## انتخابات ریاست جمهوری
هووانیسیان یکی از نامزدهای ریاست جمهوری ارمنستان در سال ۲۰۱۳ بود. هووانیسیان از سال ۲۰۰۳ رهبری حزب میراث را بر عهده دارد.

## نگارخانه

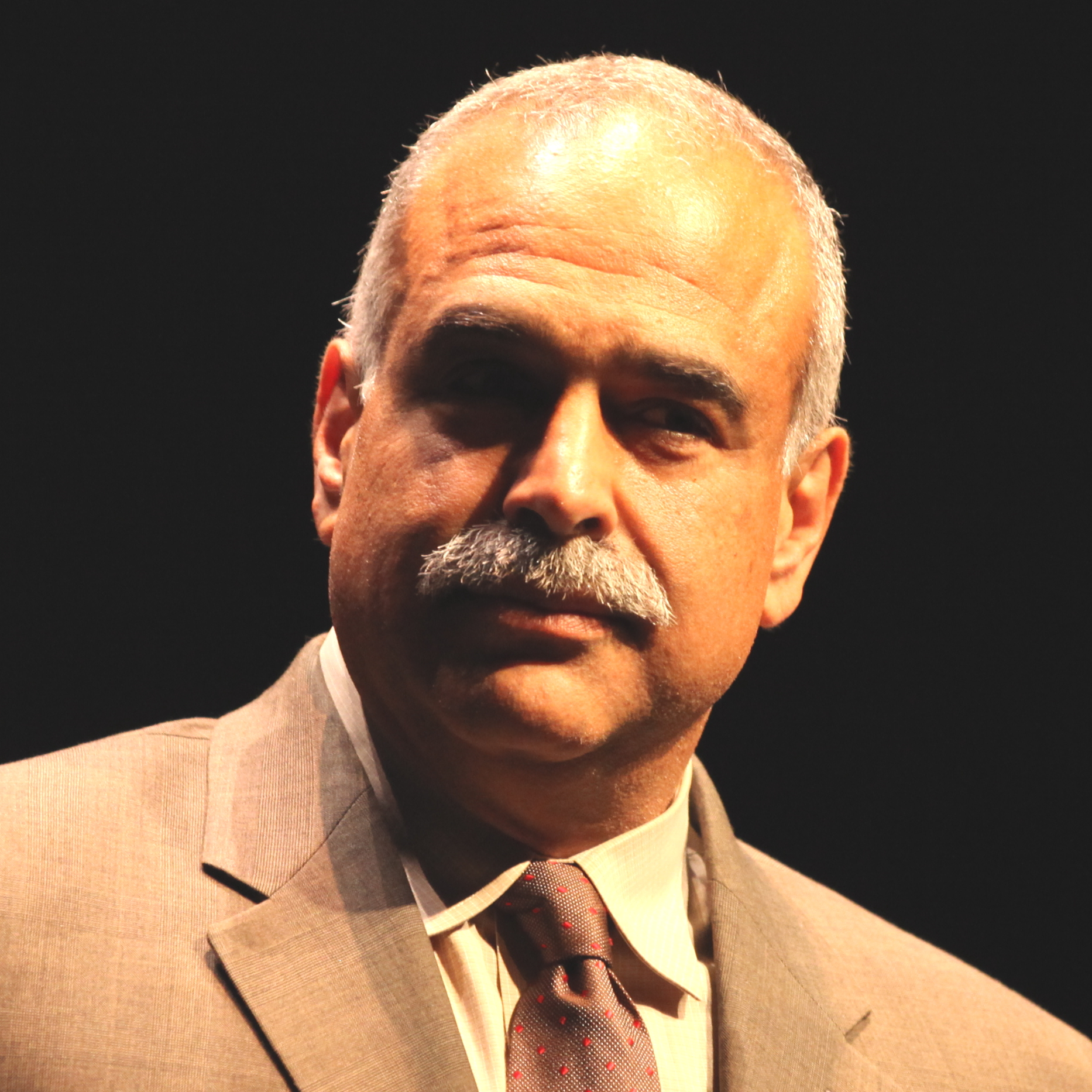
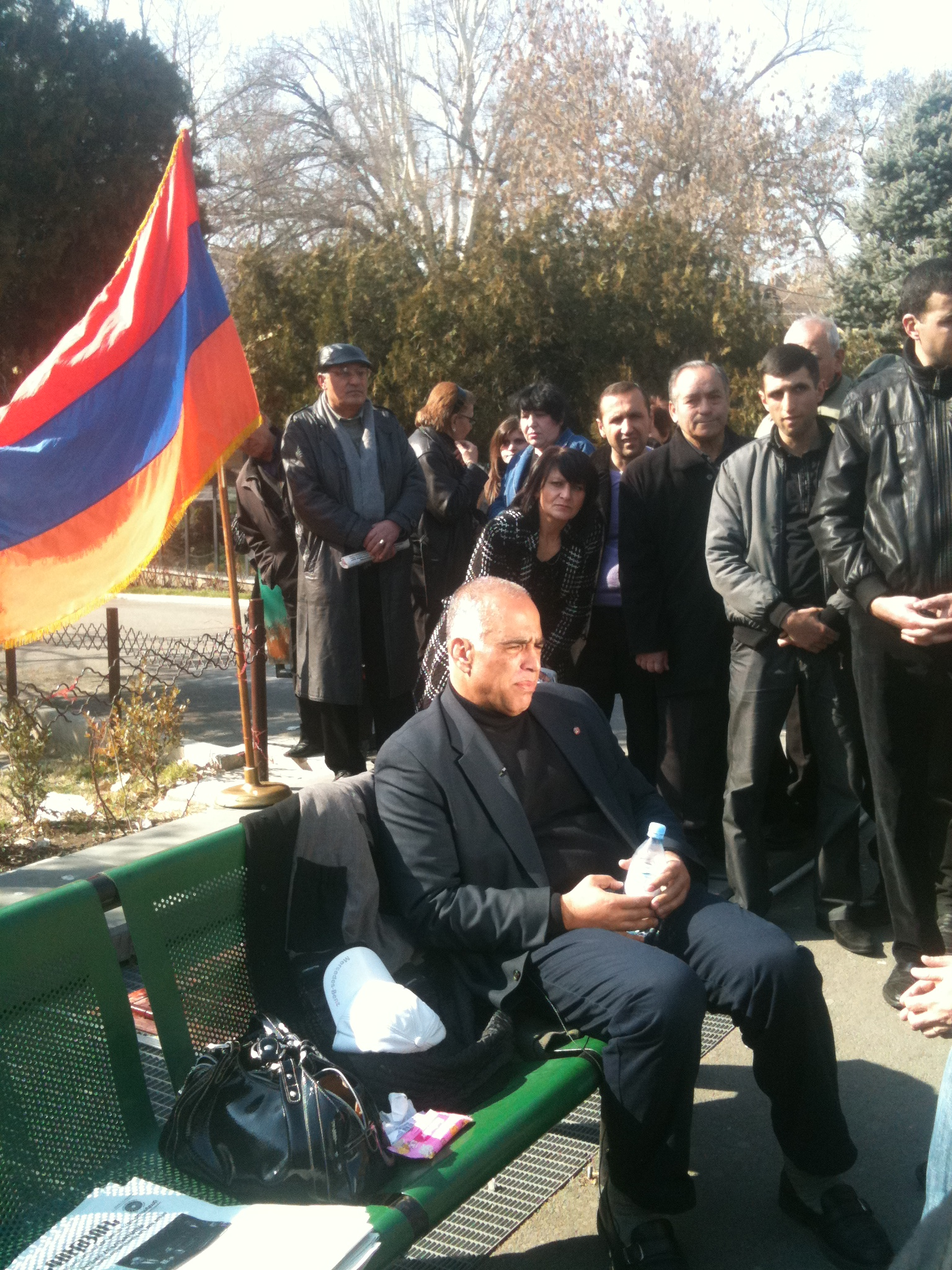